# Adore (альбом The Smashing Pumpkins)
«Adore» (укр. Обожнювати) — четвертий студійний альбом гурту «The Smashing Pumpkins», випущений у 1998 році, лейблом Virgin.

## Підґрунтя
The Smashing Pumpkins зміцнили своє місце на рок-сцені успішним Mellon Collie and the Infinite Sadness. Відчуваючи втому від свого фірмового хард-рок звучання, музиканти почали експериментувати зі стилями під час запису Mellon Collie and the Infinite Sadness, і після того як, нетиповий для них по звуку сингл «1979» «вистрілив» у чартах, гурт вирішив «зробити крок» в сторону електроніки. Під час турне Infinite Sadness tour, Біллі Корган зіткнувся з безліччю важких проблем, серед іншого: музичне «перегорання», відсутністю Джиммі Чемберлина, який був його «найкращим другом та самою спорідненою душею в плані музичних смаків», розлучення з дружиною, і смерть його матері від раку.

## Список композицій
1. «To Sheila» — 4:46
2. «Ava Adore» — 4:21
3. «Perfect» — 3:23
4. «Daphne Descends» — 4:39
5. «Once Upon a Time» — 4:06
6. «Tear» — 5:53
7. «Crestfallen» — 4:09
8. «Appels + Oranjes» — 3:35
9. «Pug» — 4:47
10. «The Tale of Dusty and Pistol Pete» — 4:35
11. «Annie-Dog» — 3:38
12. «Shame» — 6:40
13. «Behold! The Night Mare» — 5:13
14. «For Martha» — 8:18
15. «Blank Page» — 4:58
16. «17» — 0:17

## Відгуки критиків
У цілому ставлення музичних критиків до альбому було позитивним. Грег Кот із журналу Rolling Stone написав, що «це самий інтимний альбом гурту, а також найкрасивіший парад непритомних мелодій та ніжних, що розгортаються ноктюрнів». Райан Шрайбер з видання Pitchfork Media описав альбом як «найкращу пропозицію від Pumpkins, з часів Siamese Dream». В рецензії для порталу Allmusic, Стівен Томас Ерльюін описав Adore як «заколисуючий, елегійний альбом, який звучить незвично для свого часу», хоча він відзначив, що альбом «внаслідок, не став сміливим музичним кроком вперед». У статті газети The Guardian Adore був відзначений як один з «25 найбільш надихаючих, класичних альтернативних американських альбомів». Рецензент Джим Дерогетіс з Chicago Sun-Times особливо відзначив лірику альбому, що було символічно, оскільки 1993 року він критикував Коргана саме через текстів, назвавши їх «здебільшого, підлітковим лепетом», тепер він написав: «Корган зробив великий крок вперед як автор текстів». Райан Шрайбер, який нарікав, що Mellon Collie було «ліричним рок-дном», описав тексти нового альбому епітетом «поетичні», особливо виділяючи пісню «To Sheila». Грег Кот підкреслив «непрямі, приватні бажання, і вагоме, іноді незручне марнославство» в текстах, а Девід Браун з Entertainment Weekly назвав їх «гложущую та тривожними». Музичний внесок рецки і Иха також отримав окрему похвалу: Кот зазначив, що «незвичайні гітарні акценти Іга і стримані партії Рецкі [...] дарують альбому тепло і дух товариства, з яким не може зрівнятися жоден інший альбом гурту».